# Villopotamon
Villopotamon is een geslacht van kreeftachtigen uit de klasse van de Malacostraca (hogere kreeftachtigen).

## Soorten
- Villopotamon klossianum (Kemp, 1923)
- Villopotamon sphaeridium (Kemp, 1923)
- Villopotamon thaii Dang & Hô, 2003